# Веселина (име)
Вижте пояснителната страница за други значения на Веселина.
Веселина е българско женско име, мъжката форма е Веселин, също така е производно от името Васил.
Това име означава „да е весела“ и „да весели близките си“.
Веселина има имен ден на 1 януари – Васильовден. На този ден християнството отбелязва деня на св. Василий Велики.

## Известни хора, носещи име Веселина
- Веселина Геринска (1938) – българска сценаристка и режисьорка
- Веселина Кацарова (1965) – българска оперна певица
- Веселина Каналева (1947 – 2015) – българска музикантка, музикална педагожка, хорова диригентка
- Веселина Пършорова – българска преводачка
- Веселина Петракиева (1975) – българска радио- и телевизионна журналистка
- Веселина Томова (1961) – българска журналистка, главна редакторка на сайта afera.bg